# Complex petroquímic de Tarragona
El complex petroquímic de Tarragona és una àrea industrial que agrupa diverses empreses de l'àmbit químic i petrolier. La major densitat industrial se situa a la zona més propera a ponent del municipi, a la denominada zona Trèvol, on forma un gran complex que continua pels termes municipals de La Canonja i Vila-seca. El conjunt comprèn també —en menor mesura— les poblacions de Reus, Salou, Constantí, El Morell i La Pobla de Mafumet.
El complex comença el 1971 amb l'aprovació de construcció d'una primera refineria i progressà fins a esdevenir un dels complexos petroquímics més importants del sud d'Europa.

## Procés d'industrialització química a la zona
Durant la dècada dels 60 hi havia una diversificació notable del sector industrials. Els productes metàl·lics i elèctrics creaven un 33% d'ocupació, mentre que en un segon pla hi havia la indústria química (25% de treballadors) i els sectors d'alimentació i tabac, fusta i tèxtil, cadascun vora un 10%. Tot i així les interrelacions comercials i productives entre sectors eren ínfimes, la qual cosa desembocava en una dependència exportadora i, per tant, en una contenció econòmica i de desenvolupament de la capacitat industrial.
Entre els anys 1965 i 1974 es va produir un desmarcament de la indústria química per sobre de la resta de sectors, principalment enfocat en la major productivitat de les empreses. Aquest fet, juntament amb l'accessibilitat del petroli pel port de la ciutat i l'abundància d'aigua pel riu Ebre, va tenir com a conseqüència que es va aprovar la construcció d'una refineria a Tarragona l'any 1971 per part de l'Institut Nacional d'Indústria franquista.
L'elecció d'aquesta ciutat es va sobreposar a altres opcions com El Prat de Llobregat, i disposaria d'una capacitat de tractament de set milions de tones mètriques a l'any per a l'elaboració de GLP, olefines, naftes, gasolines i altres supercarburants. La construcció anava de par, a més a més, amb la creació d'una empresa nacional amb una participació estatal del 60%.
La refineria va crear una nova dinàmica industrial, amb una integració productiva interempresarial i de perspectiva de mercat més àmplia, a partir de la qual s'hi van assentar més companyies i es consolidà definitivament el sector com a peça clau de l'activitat industrial i econòmica de la zona del Camp de Tarragona.

## Empreses i activitat

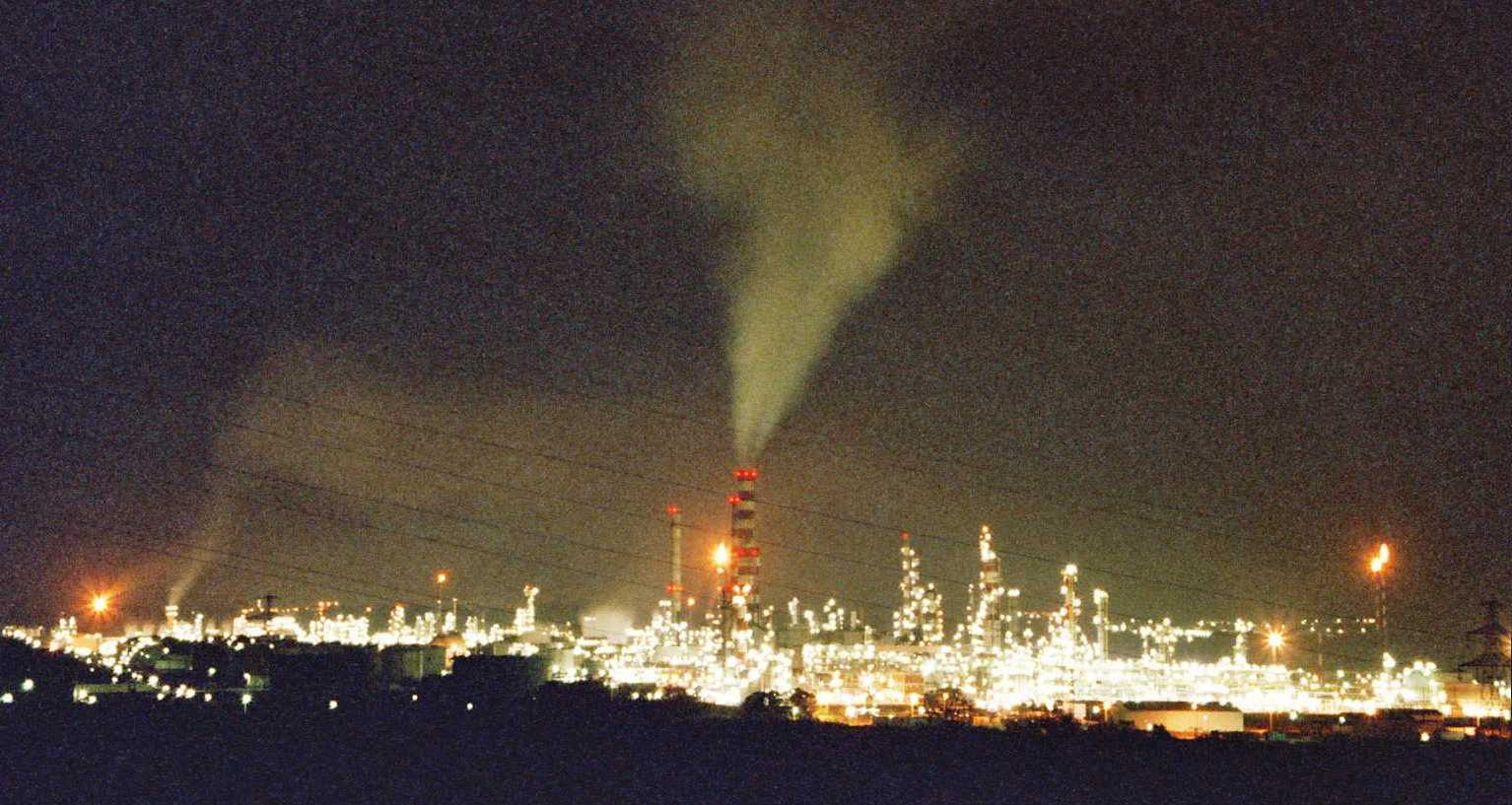
Una de les plantes de l'entramat durant la nit.

La indústria petroquímica de Tarragona compta el 2009 amb gairebé 1200 hectàrees concentrades en dos sectors principals, el polígon nord i el sud:
- Polígon Nord: 470 hectàrees distribuïdes entre El Morell, La Pobla de Mafumet, Vila-seca i Tarragona.
  - Polígon Constantí
  - Zona Nord
  - Zona Sud
  - Polígon Alcover
  - Polígon El Morell

- Polígon Sud: 720 hectàrees aglutinades a Vila-seca, La Canonja i Tarragona, altrament conegut com a Zona Trèvol.
  - Port de Tarragona
  - Polígon Francolí
  - Zona centre (Polígon Entrevies i Autovia de Tarragona)
  - Zona sud-oest
  - Zona nord-oest
  - Zona oest
  - Polígon Riu Clar

El nombre d'empreses que operen al complex petroquímic supera la trentena i se centren especialment en àcids de clors, sals alcalines, gas oxigen, fertilitzants, insecticides, combustibles, plàstics i essències sintètiques. Entre les més destacades es troben diferents faccions de Repsol (química, petroliera i de gas), Covestro, BASF, ERCROS, Cepsa, Bic o Dow Chemical Company.

## Controvèrsia i rebuig al complex
Existeix un cert rebuig a les activitats del complex per part d'organitzacions ecologistes i veïnals, que consideren les mesures de seguretat ambiental insuficients i denuncien abocaments de productes nocius de manera continuada. Per altra banda, existeix una controvèrsia pel que fa al consum d'aigua potable del riu Ebre per part de les empreses que en formen part.
L'any 2014 es publiquen estudis que demostren el deteriorament de la qualitat del semen de la zona del Tarragonès amb 550 substàncies potencialment perilloses. Es confirma que el 53% dels homes residents a Tarragona no compleixen els paràmetres establerts per l'Organització Mundial de la Salut, el que porta a una judicialització de l'assumpte.

## Atacs i atemptats
Al llarg de les dècades del 1980 i 1990 va ser fruit de diversos atemptats d'organitzacions armades, entre els quals destaquen l'Atemptat d'Enpetrol i l'Atemptat de Repsol.
Després de l'Atemptat de Madrid de l'11 de març de 2004 i degut als conflictes anteriors, la posició alhora estratègica i vulnerable per atacs terroristes, es va acordar un reforç permanent de la seguretat de l'àrea industrial a càrrec de l'exèrcit espanyol.